# Cem Karaca
Cem Karaca (né le 5 avril 1945 à Istanbul et mort le 8 février 2004 à Istanbul) est un chanteur populaire de rock turc d'origine azerbaïdjano-arménienne des années 1960.

## Biographie
Cem Karaca naît le 5 avril 1945 à Istanbul.
Auteur, compositeur, interprète et également acteur, il est l’un des fondateurs du rock anatolien. Il a travaillé avec de nombreux groupes et a contribué à la naissance d’un véritable « culte » du rock turc.
Il a été accusé d'utiliser ses chansons pour inciter la population à s'opposer au gouvernement.  Après le coup d’État militaire en Turquie en 1980, un mandat d’arrêt a été émis contre lui et il a été dénaturalisé en 1983.  Depuis 1979, Karaca vit en exil en République fédérale d'Allemagne, notamment à Cologne.  Il a également chanté en allemand, d'abord à partir de l'automne 1980 un poème de Nâzım Hikmet - Kiz Cocugu (orthographe turque : Kız Çocuğu, titre dans You have Fear de nos chansons : Little Dead Girl) : Karaca interprétait les couplets en langue allemande au piano solo, en alternance avec son ami, manager, arrangeur, producteur et chef d'orchestre/pianiste/bassiste/batteur/guitariste Ralf Mähnhöfer, qui, en duo avec les guitaristes Fehiman Uğurdemir ou Paul Shigihara ou accompagné du groupe Anatology, a chanté la version turque de la chanson.

Après la fin du régime militaire, acquitté, il a pu rentrer en Turquie en 1987. Il a retrouvé ses anciens ami(e)s musicien(ne)s, il a travaillé avec d’autres « doyens » du rock.
Il meurt d’une crise cardiaque le 8 février 2004 à Istanbul.